# 동신제
동신제(洞神祭) 또는 마을굿은 한국에서 정월 보름날 마을을 지켜 주는 신인 동신(洞神)에게 마을 사람들이 함께 지내는 제사이다.
고대부터 전해 내려왔으며, 마을 사람들이 한해 동안 질병 없이 지내고, 평화로이 사고 당하지 않고, 농사가 풍년이 되기를 빈다. 동신제에는 금(禁)줄을 비롯한 각종 금기와 큰 고목을 신으로 받드는 거수숭배(巨樹崇拜) 등이 나타난다.